# 12. Arany Málna-gála
A 12. Arany Málna-gálán (Razzies) – az Oscar-díj-átadó paródiájaként – az amerikai filmipar 1991. évi legrosszabb alkotásait, illetve alkotóit díjazták kilenc kategóriában. A díjazottak megnevezésére 1992. március 29-én, a 64. Oscar-gála előtti estén került sor a Hollywood Roosevelt Hotel „Academy” termében.
A díjkiosztó legnagyobb „nyertese” Michael Lehmann Hudson Hawk – Egy mestertolvaj aranyat ér című akció-vígjátéka lett, Andie MacDowell és Bruce Willis főszereplésével; 6 jelölésből 3 díjat kapott: a legrosszabb film, legrosszabb rendezés és a legrosszabb forgatókönyv díját. 2 jelölésből 2 díjat érdemelt ki James Dearden thrillerje, a Halálcsók. Kiemelkedett még a mezőnyből 7 jelöléssel (1 díj) az Ice Baby, David Kellogg vígjátéka, továbbá 6, illetve 5 jelöléssel az Eszelős szívatás (rendezte: Dan Aykroyd) és a Visszatérés a kék lagúnába (producer-rendezője: William A. Graham).

## Díjazottak és jelöltek
| „Győztes” |

| Kategória                        | „Győztesek” és jelöltek |
| -------------------------------- | --- |
| Legrosszabb film                 | Hudson Hawk – Egy mestertolvaj aranyat ér, producer: Joel Silver (TriStar Pictures)                                                               |
| Legrosszabb film                 | Ice Baby, producer: Carolyn Pfeiffer és Lionel Wigram (Universal Studios)                                                                         |
| Legrosszabb film                 | Dice Rules, producer: Fred Silverstein (Seven Arts/20th Century Fox)                                                                              |
| Legrosszabb film                 | Eszelős szívatás, producer: Robert K. Weiss (Warner Bros.)                                                                                        |
| Legrosszabb film                 | Visszatérés a kék lagúnába, producer: William A. Graham (Columbia Pictures)                                                                       |
| Legrosszabb férfi főszereplő     | Kevin Costner – Robin Hood, a tolvajok fejedelme                                                                                                  |
| Legrosszabb férfi főszereplő     | Andrew Dice Clay – Dice Rules |
| Legrosszabb férfi főszereplő     | Sylvester Stallone – Oscar |
| Legrosszabb férfi főszereplő     | Vanilla Ice – Ice Baby |
| Legrosszabb férfi főszereplő     | Bruce Willis – Hudson Hawk – Egy mestertolvaj aranyat ér                                                                                          |
| Legrosszabb női főszereplő       | Sean Young – Halálcsók mint Ellen Carlsson, a túlélő iker                                                                                         |
| Legrosszabb női főszereplő       | Kim Basinger – Fogd a nőt és fuss! |
| Legrosszabb női főszereplő       | Sally Field – A lányom nélkül soha |
| Legrosszabb női főszereplő       | Madonna (önmaga) – Madonnával az ágyban |
| Legrosszabb női főszereplő       | Demi Moore – Csere-bere páros és Eszelős szívatás                                                                                                 |
| Legrosszabb férfi mellékszereplő | Dan Aykroyd – Eszelős szívatás |
| Legrosszabb férfi mellékszereplő | Richard E. Grant – Hudson Hawk – Egy mestertolvaj aranyat ér                                                                                      |
| Legrosszabb férfi mellékszereplő | Anthony Quinn – Négykezes géppisztolyra |
| Legrosszabb férfi mellékszereplő | Christian Slater – Négykezes géppisztolyra és Robin Hood, a tolvajok fejedelme                                                                    |
| Legrosszabb férfi mellékszereplő | John Travolta – Rock 'n' Roll sztori |
| Legrosszabb női mellékszereplő   | Sean Young – Halálcsók mint Dorothy Carlsson, a meggyilkolt iker                                                                                  |
| Legrosszabb női mellékszereplő   | Sandra Bernhard – Hudson Hawk – Egy mestertolvaj aranyat ér                                                                                       |
| Legrosszabb női mellékszereplő   | John Candy (nőként) – Eszelős szívatás |
| Legrosszabb női mellékszereplő   | Julia Roberts – Hook |
| Legrosszabb női mellékszereplő   | Marisa Tomei – Oscar |
| Legrosszabb rendező              | Michael Lehmann – Hudson Hawk – Egy mestertolvaj aranyat ér                                                                                       |
| Legrosszabb rendező              | Dan Aykroyd – Eszelős szívatás |
| Legrosszabb rendező              | William A. Graham – Visszatérés a kék lagúnába |
| Legrosszabb rendező              | David Kellogg – Ice Baby |
| Legrosszabb rendező              | John Landis – Oscar |
| Legrosszabb forgatókönyv         | Hudson Hawk – Egy mestertolvaj aranyat ér, forgatókönyv: Steven E. de Souza és Daniel Waters, Bruce Willis és Robert Kraft ötlete alapján         |
| Legrosszabb forgatókönyv         | Ice Baby, írta: David Stenn |
| Legrosszabb forgatókönyv         | Dice Rules, a koncert anyagát írta: Andrew Dice Clay; „A Day in the Life” részt írta: Lenny Schulman, Clay ötlete alapján                         |
| Legrosszabb forgatókönyv         | Eszelős szívatás, forgatókönyv: Dan Aykroyd, Peter Aykroyd ötlete alapján                                                                         |
| Legrosszabb forgatókönyv         | Visszatérés a kék lagúnába, forgatókönyv: Leslie Stevens, Henry De Vere Stacpoole „The Garden of God” című regénye alapján                        |
| Legrosszabb új sztár             | Vanilla Ice – Ice Baby |
| Legrosszabb új sztár             | Brian Bosworth – Hideg, mint a kő |
| Legrosszabb új sztár             | Milla Jovovich – Visszatérés a kék lagúnába |
| Legrosszabb új sztár             | Brian Krause – Visszatérés a kék lagúnába |
| Legrosszabb új sztár             | Kristin Minter – Ice Baby |
| Legrosszabb „eredeti” dal        | Addams Family – A galád család „Addams Groove” című dala, írta: MC Hammer és Felton C. Pilate II                                                  |
| Legrosszabb „eredeti” dal        | Ice Baby „Cool as Ice” című dala, írta: Vanilla Ice, valamint Gail King és „Princess”                                                             |
| Legrosszabb „eredeti” dal        | Rémálom az Elm utcában 7. – Az új rémálom: Freddy feltámad „Why Was I Born (Freddy's Dead)” című dala, írta: Iggy Pop és Whitehorn (Whitey Kirst) |

## A kategóriákban előforduló filmek
| Jelölés | Díj | Magyar cím                                | Eredeti cím                        |
| ------- | --- | ----------------------------------------- | ---------------------------------- |
| 7       | 1   | Ice Baby                                  | Cool as Ice                        |
| 6       | 3   | Hudson Hawk – Egy mestertolvaj aranyat ér | Hudson Hawk                        |
| 6       | 1   | Eszelős szívatás                          | Nothing but Trouble                |
| 5       | 0   | Visszatérés a kék lagúnába                | Return to the Blue Lagoon          |
| 3       | 0   |                                           | Dice Rules                         |
| 3       | 0   | Oscar                                     | Oscar                              |
| 2       | 2   | Halálcsók                                 | A Kiss Before Dying                |
| 2       | 1   | Robin Hood, a tolvajok fejedelme          | Robin Hood: Prince of Thieves      |
| 2       | 0   | Négykezes géppisztolyra                   | Mobsters                           |
| 1       | 1   | Addams Family – A galád család            | The Addams Family                  |
| 1       | 0   | A lányom nélkül soha                      | Not Without My Daughter            |
| 1       | 0   | Csere-bere páros                          | The Butcher's Wife                 |
| 1       | 0   | Fogd a nőt és fuss!                       | The Marrying Man                   |
| 1       | 0   | Hideg, mint a kő                          | Stone Cold                         |
| 1       | 0   | Madonnával az ágyban                      | Madonna: Truth or Dare             |
| 1       | 0   | Hook                                      | Hook                               |
| 1       | 0   | Rémálom az Elm utcában 7.                 | Freddy's Dead: The Final Nightmare |
| 1       | 0   | Rock 'n' Roll sztori                      | Shout                              |